# Príncep Morikuni
El Príncep Morikuni (守邦親王, Morikuni Shinnō, 1301 - 1333) va ser el novè i l'últim shogun del shogunat Kamakura del Japó; va governar entre el 19 de juny del 1308 fins al 25 de setembre del 1333.
Va ser el fill del vuitè shogun, el Príncep Hisaaki i net de l'Emperador Go-Fukakusa. També va actuar com un governant titella. Després del col·lapse del shogunat es va convertir en monge budista i va morir poc després.